# Saint-Erblon (Mayenne)
Saint-Erblon – miejscowość i gmina we Francji, w regionie Kraj Loary, w departamencie Mayenne. Nazwa miejscowości pochodzi od imienia św. Hermelanda (imię to występowało także m.in. w wariantach Ermeland, Herland, Herbland, Erblain, Arbland).
Według danych na rok 2010 gminę zamieszkiwało 166 osób, a gęstość zaludnienia wynosiła 29 osób/km².